# Lacertidae
Lacertidae este o familie de șopârle.

## Clasificare
Clasificare după Arnold et al., 2007.
Familia Lacertidae
- Subfamilia Gallotiinae
  - Genul Gallotia (8 specii)
  - Genul Psammodromus (6 specii)
- Subfamilia Lacertinae
  - Tribul Eremiadini
    - Genul Acanthodactylus (40 specii)
    - Genul Adolfus (4 specii)
    - Genul Atlantolacerta
    - Genul Australolacerta (2 specii)
    - Genul Eremias (29 specii)
    - Genul Gastropholis
    - Genul Heliobolus
    - Genul Holaspis
    - Genul Ichnotropis
    - Genul Latastia (10 specii)
    - Genul Meroles (7 specii)
    - Genul Mesalina (13 specii)
    - Genul Nucras (8 specii)
    - Genul Ophisops (8 specii)
    - Genul Pedioplanis (10 specii)
    - Genul Philochortus
    - Genul Poromera
    - Genul Pseuderemias
    - Genul Scapteira
    - Genul Tropidosaura

  - Tribul Lacertini
    - Genul Algyroides
    - Genul Anatololacerta
    - Genul Dalmatolacerta
    - Genul Darevskia
    - Genul Dinarolacerta
    - Genul Hellenolacerta
    - Genul Iberolacerta
    - Genul Iranolacerta
    - Genul Lacerta  (40 specii)
    - Genul Parvilacerta
    - Genul Phoenicolacerta
    - Genul Podarcis
    - Genul Scelarcis
    - Genul Takydromus
    - Genul Timon (4 specii)
    - Genul Zootoca

Lista genurilor conform Catalogue of Life:
- Acanthodactylus
- Adolfus
- Algyroides
- Australolacerta
- Darevskia
- Eremias
- Gallotia
- Gastropholis
- Heliobolus
- Holaspis
- Iberolacerta
- Ichnotropis
- Lacerta
- Latastia
- Meroles
- Mesalina
- Nucras
- Omanosaura
- Ophisops
- Parvilacerta
- Pedioplanis
- Philochortus
- Podarcis
- Poromera
- Psammodromus
- Pseuderemias
- Scapteira
- Takydromus
- Teira
- Timon
- Tropidosaura
- Zootoca